# C1QTNF2
C1QTNF2 (англ. C1q and TNF related 2) – білок, який кодується однойменним геном, розташованим у людей на 5-й хромосомі. Довжина поліпептидного ланцюга білка становить 285 амінокислот, а молекулярна маса — 29 952.
| 10         |  | 20         |  | 30         |  | 40         |  | 50         |
| ---------- |  | ---------- |  | ---------- |  | ---------- |  | ---------- |
| MIPWVLLACA |  | LPCAADPLLG |  | AFARRDFRKG |  | SPQLVCSLPG |  | PQGPPGPPGA |
| PGPSGMMGRM |  | GFPGKDGQDG |  | HDGDRGDSGE |  | EGPPGRTGNR |  | GKPGPKGKAG |
| AIGRAGPRGP |  | KGVNGTPGKH |  | GTPGKKGPKG |  | KKGEPGLPGP |  | CSCGSGHTKS |
| AFSVAVTKSY |  | PRERLPIKFD |  | KILMNEGGHY |  | NASSGKFVCG |  | VPGIYYFTYD |
| ITLANKHLAI |  | GLVHNGQYRI |  | RTFDANTGNH |  | DVASGSTILA |  | LKQGDEVWLQ |
| IFYSEQNGLF |  | YDPYWTDSLF |  | TGFLIYADQD |  | DPNEV      |  |            |

A: Аланін

C: Цистеїн

D: Аспарагінова кислота

E: Глутамінова кислота

F: Фенілаланін

G: Гліцин

H: Гістидин

I: Ізолейцин

K: Лізин

L: Лейцин

M: Метіонін

N: Аспарагін

P: Пролін

Q: Глутамін

R: Аргінін

S: Серин

T: Треонін

V: Валін

W: Триптофан

Секретований назовні.